# Casa Granell
La Casa Granell es un edificio situado en el número 65 de la calle de Balmes en el distrito del Ensanche (Barcelona). Fue diseñado por el arquitecto Jeroni Ferran Granell y Manresa, de quien recibe el nombre, y es considerado como una obra arquitectónica de carácter modernista. Está catalogado como bien cultural de interés local. Fue edificado durante el periodo 1896-1900.
Se trata de una edificación entre medianeras, de planta baja y cinco pisos. Su composición es simétrica, destacando una tribuna que sobresale de un menaje que está tratado con esgrafiados de color verdoso. Esta tribuna, soportada por dos importantes ménsulas de la planta baja, ocupa la zona central de las tres primeras plantas y es una interesante combinación de elementos de madera metálicos y vidrio, con una solución formal diferente de las usadas normalmente en el Ensanche. También es destacable el trabajo de forja de las barandillas de los balcones de las tres primeras plantas, así como la solución dada a los elementos de coronament de la fachada en forma de cornisa ondulada que, sin solución de continuidad, forma la barandilla de la azotea.